# Гувіль
Гуві́ль, Ґувіль (фр. Gouville) — колишній муніципалітет у Франції, у регіоні Нормандія, департамент Ер. Населення — 532 осіб (2011).
Муніципалітет був розташований на відстані близько 100 км на захід від Парижа, 70 км на південь від Руана, 22 км на південний захід від Евре.

## Історія
До 2015 року муніципалітет перебував у складі регіону Верхня Нормандія. Від 1 січня 2016 року належав до нового об'єднаного регіону Нормандія.
1 січня 2016 року Гувіль, Конде-сюр-Ітон, Дамвіль, Мантелон, Ле-Ронсене-Отене i Ле-Сак було об'єднано в новий муніципалітет Меній-сюр-Ітон.

## Демографія
Динаміка населення (INSEE ):
Розподіл населення за віком та статтю (2006):
| Стать | Всього | До 15 років | 15-24 | 25-44 | 45-64 | 65-85 | Понад 85 |
| --- | ------ | ----------- | ----- | ----- | ----- | ----- | -------- |
| Чоловіки | 256    | 32          | 100   | 60    | 52    | 12    | 0        |
| Жінки | 212    | 56          | 44    | 72    | 28    | 12    | 0        |
| \| Статево-вікова піраміда \| Статево-вікова піраміда \| Статево-вікова піраміда \| \| ----------------------- \| ----------------------- \| ----------------------- \| \| Чоловіки \| Вік \| Жінки \| \| 0 \| 85 + \| 0 \| \| 0 \| 80-84 \| 0 \| \| 4 \| 75-79 \| 12 \| \| 0 \| 70-74 \| 0 \| \| 8 \| 65-69 \| 0 \| \| 4 \| 60-64 \| 4 \| \| 8 \| 55-59 \| 12 \| \| 12 \| 50-54 \| 4 \| \| 28 \| 45-49 \| 8 \| \| 8 \| 40-44 \| 28 \| \| 4 \| 35-39 \| 4 \| \| 32 \| 30-34 \| 16 \| \| 16 \| 25-29 \| 24 \| \| 40 \| 20-24 \| 28 \| \| 60 \| 15-20 \| 16 \| \| 12 \| 10-14 \| 20 \| \| 8 \| 5-9 \| 12 \| \| 12 \| 0-4 \| 24 \| |        |             |       |       |       |       |          |
| Статево-вікова піраміда |        |             |       |       |       |       |          |
| Чоловіки | Вік    | Жінки       |       |       |       |       |          |
| 0 | 85 +   | 0           |       |       |       |       |          |
| 0 | 80-84  | 0           |       |       |       |       |          |
| 4 | 75-79  | 12          |       |       |       |       |          |
| 0 | 70-74  | 0           |       |       |       |       |          |
| 8 | 65-69  | 0           |       |       |       |       |          |
| 4 | 60-64  | 4           |       |       |       |       |          |
| 8 | 55-59  | 12          |       |       |       |       |          |
| 12 | 50-54  | 4           |       |       |       |       |          |
| 28 | 45-49  | 8           |       |       |       |       |          |
| 8 | 40-44  | 28          |       |       |       |       |          |
| 4 | 35-39  | 4           |       |       |       |       |          |
| 32 | 30-34  | 16          |       |       |       |       |          |
| 16 | 25-29  | 24          |       |       |       |       |          |
| 40 | 20-24  | 28          |       |       |       |       |          |
| 60 | 15-20  | 16          |       |       |       |       |          |
| 12 | 10-14  | 20          |       |       |       |       |          |
| 8 | 5-9    | 12          |       |       |       |       |          |
| 12 | 0-4    | 24          |       |       |       |       |          |

## Економіка
2010 року серед 380 осіб працездатного віку (15—64 років) 237 були активними, 143 — неактивними (показник активності 62,4%, у 1999 році було 59,9%). З 237 активних мешканців працювало 214 осіб (124 чоловіки та 90 жінок), безробітними було 23 (8 чоловіків та 15 жінок). Серед 143 неактивних 92 особи були учнями чи студентами, 11 — пенсіонерами, 40 були неактивними з інших причин.

У 2010 році в муніципалітеті числилось 128 оподаткованих домогосподарств, у яких проживали 356,0 особи, медіана доходів виносила 18 591 євро на одного особоспоживача